# Leibersheim
Leibersheim est un village disparu et autrefois situé près de Mulhouse. L’emplacement du village se trouve en 2025 dans la partie occidentale du ban de la commune de Riedisheim, dans la Collectivité européenne d’Alsace, en France.

## Toponymie
Le village est mentionné pour la première fois en 1070 sous le nom de Lebratzheim dans un document lié à la fondation de Saint-Pierre de Bâle. Il apparaît ensuite en 1090 dans la fondation de Saint-Alban par l’évêque de Bâle Burkhart von Hasenburg sous la forme Leiverathesheim ou Leiverasheim. En 1284, un registre terrien mentionne Lebrotzheim et une liste des rentes perçue par l’abbaye de Lucelle vers 1300 cite Leibratzhen. Le village est indiqué sous la forme Lueberatzheim dans un acte de reconnaissance de 1339 et Leiberatzwil dans le Liber Maracarum de 1441.
Après cette date, les registres terriens ne parlent plus du village directement. Le nom apparaît toutefois encore dans des lieux dits : Laebrathein Bann (« le ban de Leibersheim ») en 1484, Lebreitzheimerweg (« le chemin de Leibersheim ») en 1495, am Lavertzen (« au Leibersheim ») en 1534 et 1544, Leibertzergasse (« la ruelle de Leibersheim ») en 1624.

## Historique général du site
Au VIe siècle, un village s’installe sur le flanc nord de la colline du Sonnenberg et subsiste à cet emplacement jusqu’au milieu du VIIIe siècle. À cette époque, la population semble s’être déplacée vers un autre site à environ trois cent mètres au nord-ouest, sur lequel est érigé une église en bois. 
Le village est mentionné pour la première fois en 1070 sous le nom de Lebratzheim dans un document lié à la fondation de Saint-Pierre de Bâle. L’évocation de champs et de vignes dans la charte de fondation de 1090 permet de déterminer que la viticulture était pratiquée au XIe siècle sur les terres du village. Les divers documents de fondations qui se succèdent par la suite indiquent que le village est possédé essentiellement par des communauté religieuses suisse, comme Saint-Alban et Saint-Pierre de Bâle ou l’abbaye de Lucelle, ainsi que par des bourgeois mulhousiens, sans qu’il ne soit vraiment clair si le village faisait ou non partie du ban de Mulhouse.
Le village est mentionné pour la dernière fois en 1441 sous le nom de Leberatzwihr dans le Liber Marcarum, le registre des taxes prélevées par l’évêque de Bâle sur les paroisses de son diocèse. D’après les fouilles archéologiques, un important incendie a eu lieu au XVe siècle, ce qui, associé à la disparition des mentions directes dans les textes, laisse à penser qu’il a été détruit en 1467 pendant la guerre des six Deniers. Des traces de reconstruction et du mobilier plus tardif indiquent toutefois la persistance d’une occupation, peut-être limitée, du site jusqu’au XVIIe siècle, bien qu’à cette date l’église semble avoir essentiellement servi de carrière et de dépotoir.
Les ruines ont alors servi de carrière, seule le chœur de l’église subsistant sous la forme d’une chapelle. Propriété de la commanderie teutonique de Rixheim, celle-ci est détruite en 1775 et remplacée par une maison de vigne. Les terres et la maison sont confisquées comme biens nationaux à la Révolution et revendus à des particulier. La maison change de main à plusieurs reprises au XIXe siècle avant d’être rasée en 1860 en raison de son mauvais état,.
À l’automne 1972, la Société des amis du vieux Riedisheim décide d’ériger un monument commémorant l’existence de Leibersheim. Commandé à l’entreprise Peruchetti de Guebwiller, la stèle en granit des Vosges est installée le 30 juin 1973 à l’intersection de la rue des Vignerons, anciennement appelée Leibersheimer Weg, et de la rue Saint-Marc. Elle porte l’inscription : « Ici fut le village de Leibersheim détruit en 1467. Érigé par les « Amis du Vieux Riedisheim » sur un terrain offert par Mme H. Bergmann. 1973 ».

## Village mérovingien
Les fouilles de 1974 ont mis en évidence l’existence d’un village à proximité dès le VIe siècle. Celui-ci ne se trouve toutefois pas directement à l’emplacement du village médiéval mais à environ 300 m au sud-est, sur la pente nord de la colline du Fuchsberg. Dix-sept cabanes à fosse, dites Grubenhäuser, caractéristiques de la période mérovingienne en Allemagne du Sud, Rhénanie et Meuse, et s’étalant sur une période comprise entre le VIe siècle et le VIIIe siècle ont été repérées lors des fouilles. Le village est associé à un cimetière situé à 500 m vers le nord.
Le village semble avoir été essentiellement tourné vers les activités agricoles, notamment la culture céréalière et l’élevage. Plusieurs activités artisanales sont également pratiquées sur place, notamment la forge, le tissage, le travail de l’os et l’orfèvrerie. Malgré le caractère modeste des cabanes et leur promiscuité, ce caractère artisanal assez développé, la pratique de la chasse et les objets découverts pointent vers une population non servile, mêlant probablement Francs et Alamans.

## Village médiéval

### Habitations
En l’absence de fouilles extensives, l’organisation exacte du village n’est pas connue de manière détaillée, mais les fouilles partielles et la prospection de surface ont révélée qu’il s’étendait entre les actuelles rues des Vigneron et de Habsheim. La majeure partie des habitation semble s’être trouvée à l’ouest de l’église, mais cette hypothèse ne peut plus être prouvée, cet espace ayant été détruit avant les premières fouilles par la carrière du Hett.
Les quelques habitations repérées semblent avoir été des constructions assez modestes, construites essentiellement en bois et autres matériaux biodégradables. Leur fouille a permis de retrouver un important mobilier, datant pour l’essentiel du XVe siècle, sans éléments postérieurs à 1470.

### Chapelle Saint-Marc
L’église Saint-Marc dessert la paroisse Saint-Marc, qui recouvre le village de Leibersheim. Celle-ci n’est toutefois probablement pas autonome, mais rattachée à la paroisse de Mulhouse. C’est en effet le cas de la paroisse Saint-Afre de Riedisheim depuis au moins le milieu du XIVe siècle et comme les paroisse de Mulhouse, Riedisheim et Leibersheim sont citées sur la même ligne dans le Liber Marcarum de 1441, il est probable que les deux dernières soient à cette époque des succursales de la première.
Un premier édifice en bois semble avoir occupé le site à l’époque carolingienne ou ottonienne, avant d’être remplacé vers le XIIIe siècle par une construction en pierre. Celle-ci est ravagée par un violent incendie au XVe siècle, qui endommage gravement la nef. Les restes de celle-ci sont alors transformés en habitation ou en grange, tandis que le chœur conserve un rôle religieux sous la forme d’une chapelle. Au XVIIe siècle le site ne semble plus occupé de manière permanente et l’ancienne nef de l’église sert de carrière et de dépotoir. Au XVIIIe siècle elle appartient à la commanderie de l’ordre Teutonique de Rixheim, qui la fait raser en 1775.
L’emplacement de l’église se trouve à vingt mètre au sud de la rue Saint-Marc et à une centaine de mètres à l’ouest de l’intersection. Il s’agit d’un bâtiment d’une dizaine de mètres de long, doté d’une nef quadrangulaire mesurant extérieurement 8 m de long pour 6,50 m de large, prolongée par un chœur orienté de 3,70 m de long pour 4,10 m de large. La nef est pavée de briques arrangées de manière à former différents motifs et le chœur de petites dalles en terre cuite. Les restes retrouvés ont été recouverts à l’issue des opérations archéologiques et ne sont plus visibles.

### Cimetière
Le cimetière entoure l’église sur tous les côtés, avec trois à quatre rangs de tombes. Les tombes retrouvées sont généralement peu profondes, 1,10 m au maximum. La densité est très élevée : la plupart du temps de nouvelles fosses ont été creusées par dessus les anciennes, le corps du précédent occupant étant alors remanié. La distribution des défunts n’est pas aléatoire : les adultes sont pour la plupart placés autour de la nef, tandis que les enfants se concentrent autour du chœur, où plus de trente corps ont été trouvés. La densité par rapport à la taille du village indique que ce cimetière a été longtemps utilisé, mais la présence d’une couche de gravats provenant de l’église au-dessus du sol d’origine laisse à penser qu’il n’a pas été utilisé au-delà du XVe siècle.

### Marxbrunnen
La source Saint-Marc, ou Marxbrunnen, captée par un puits, est le seul vestige encore visible du village. Jusqu’à la fin des années 1960, il était l’une des étapes de la procession des Rogations de la paroisse de Riedisheim.